# Comuna Grădinari, Olt
Grădinari este o comună în județul Olt, Oltenia, România, formată din satele Grădinari (reședința), Petculești, Runcu Mare și Satu Nou.

## Demografie
Componența etnică a comunei Grădinari
     Români (50,41%)
     Romi (36,97%)
     Alte etnii (0,08%)
     Necunoscută (12,54%)
Componența confesională a comunei Grădinari
     Ortodocși (85,21%)
     Ortodocși sârbi (1,55%)
     Alte religii (0,65%)
     Necunoscută (12,58%)
Conform recensământului efectuat în 2021, populația comunei Grădinari se ridică la 2.448 de locuitori, în creștere față de recensământul anterior din 2011, când fuseseră înregistrați 2.370 de locuitori. Majoritatea locuitorilor sunt români (50,41%), cu o minoritate de romi (36,97%), iar pentru 12,54% nu se cunoaște apartenența etnică. Din punct de vedere confesional, majoritatea locuitorilor sunt ortodocși (85,21%), cu o minoritate de ortodocși sârbi (1,55%), iar pentru 12,58% nu se cunoaște apartenența confesională.

## Politică și administrație
Comuna Grădinari este administrată de un primar și un consiliu local compus din 11 consilieri. Primarul, Bogdan Ioana[*], de la Alianța pentru Unirea Românilor, este în funcție din 1 noiembrie 2024. Începând cu alegerile locale din 2024, consiliul local are următoarea componență pe partide politice:
|  | Partid                          | Consilieri | Componența Consiliului | Componența Consiliului | Componența Consiliului | Componența Consiliului |
|  | ------------------------------- | ---------- | ---------------------- | ---------------------- | ---------------------- | ---------------------- |
|  | Partidul Național Liberal       | 4          |                        |                        |                        |                        |
|  | Alianța pentru Unirea Românilor | 4          |                        |                        |                        |                        |
|  | Partidul Social Democrat        | 3          |                        |                        |                        |                        |